# Véloroute des Bleuets

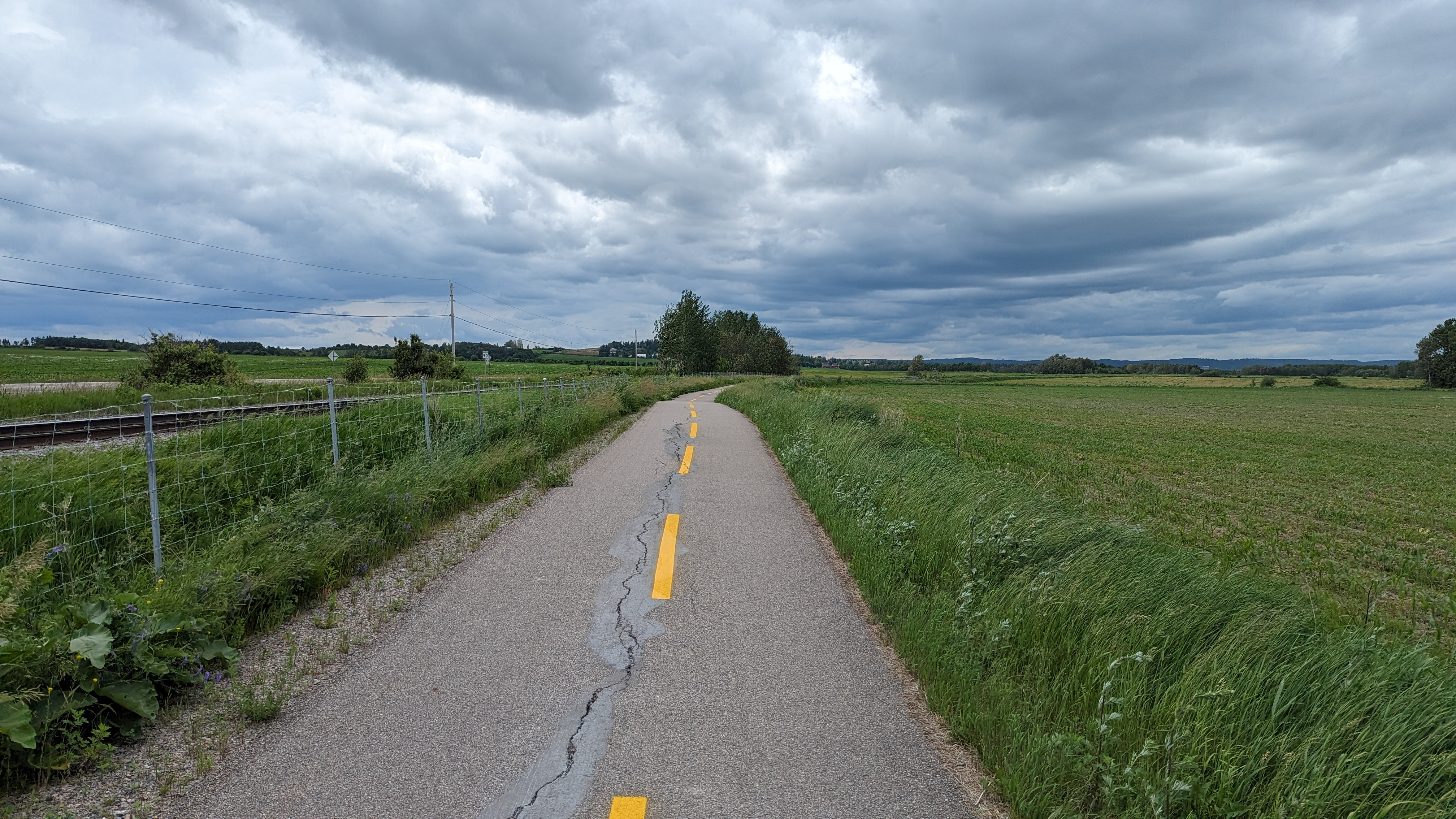
Véloroute des Bleuets en 2023.

La Véloroute des Bleuets est un circuit cyclable de 256 km de long, permettant d'effectuer à vélo (ou à pied) le tour du Lac Saint-Jean au Québec (Canada). Certaines sections du circuit sont aussi accessibles aux patins à roues alignées.
Ce circuit doit son nom aux bleuets, dont la culture est très importante dans la région du Lac Saint-Jean. 